# 布罗兹湿地

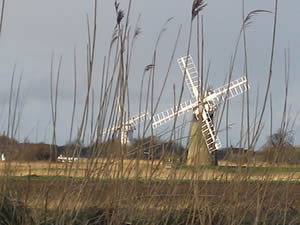
诺福克郡湿地特有风景。

布罗兹湿地（The Broads），是英国诺福克郡和萨福克郡主要通航河流和湖泊湿地。1988年诺福克郡和萨福克郡布罗兹湿地法案规定，布罗兹及周围土地的保护标准相当于国家公园，从而构成了一片特殊的区域。布罗兹管理局于1989年运营，这个特殊的法定管理局负责管理这片地区。
这片区域的总面积为303㎞²，大部分位于诺福克郡内，其拥有200千米的适航水道。那里拥有7条河流和63块湿地，通常不足4米（13英尺）深。13个湿地已通航，还有3个也有航道。秋冬季节，一些湿地还受到航行限制。
虽然诺福克湿地和萨福克湿地独自用于定义两个郡内的特殊区域，但整个地区通常被误称为“诺福克湿地”。它在对外宣传时时常被称为布罗兹湿地国家公园（The Broads National Park），但实际上它只是与其他英国国家公园享有相同地位，并非名义上的国家公园。布罗兹湿地管理局的权利和义务几乎与国家公园相同，并且还是第三大内河航行管理局。正因为它的航行作用，1989年4月1日，布罗兹湿地管理局在自己制定的法律下成立。近期，管理局希冀将这个地区改名为布罗兹湿地国家公园，以认可该区地位与国家公园家庭的其他成员相当的事实，但未能获得所有不同方的赞成。当局议会促成的2009年布罗兹湿地权力法案，改善水的公共安全。

## 管理部门
布罗兹湿地由布罗兹湿地管理局管理。特别法律给予航行水道与该区的保护和公众游憩平等地位。
布罗兹湿地的特殊部分已被给予种种保护指令，如：
- 特殊保护区域（SPA）地位，由28个具有特殊科学价值遗址构成，被称为“布罗德兰”的地区；

- 环境易受破坏区域（ESA）地位，哈尔魏佳特沼泽；

- 自然保护区（NNR）地位：

- - 布尔沼泽自然保护区

- - 安特湿地和沼泽自然保护区

- - 希克林湿地自然保护区

- - 路德姆-波特·海厄姆沼泽自然保护区

- - 雷德格雷姆和洛福姆沼泽

- - 马瑟姆湿地自然保护区

- - 卡尔索尔普湿地自然保护区

- - 米德-亚尔自然保护区

英国生物多样性行动计划正筹备一个特殊项目，再引进大型铜蝴蝶，它的栖息地随着沼泽的减少而缩小。
布罗兹湿地，虽然由布罗兹湿地管理局管理，并以它们的名称为布诺兰德地方行政区命名，而大部分布罗兹湿地仍位于其他行政区：北诺福克、南诺福克、诺威奇和大雅茅斯（全部位于诺福克郡），以及萨福克郡的韦弗尼。

## 历史

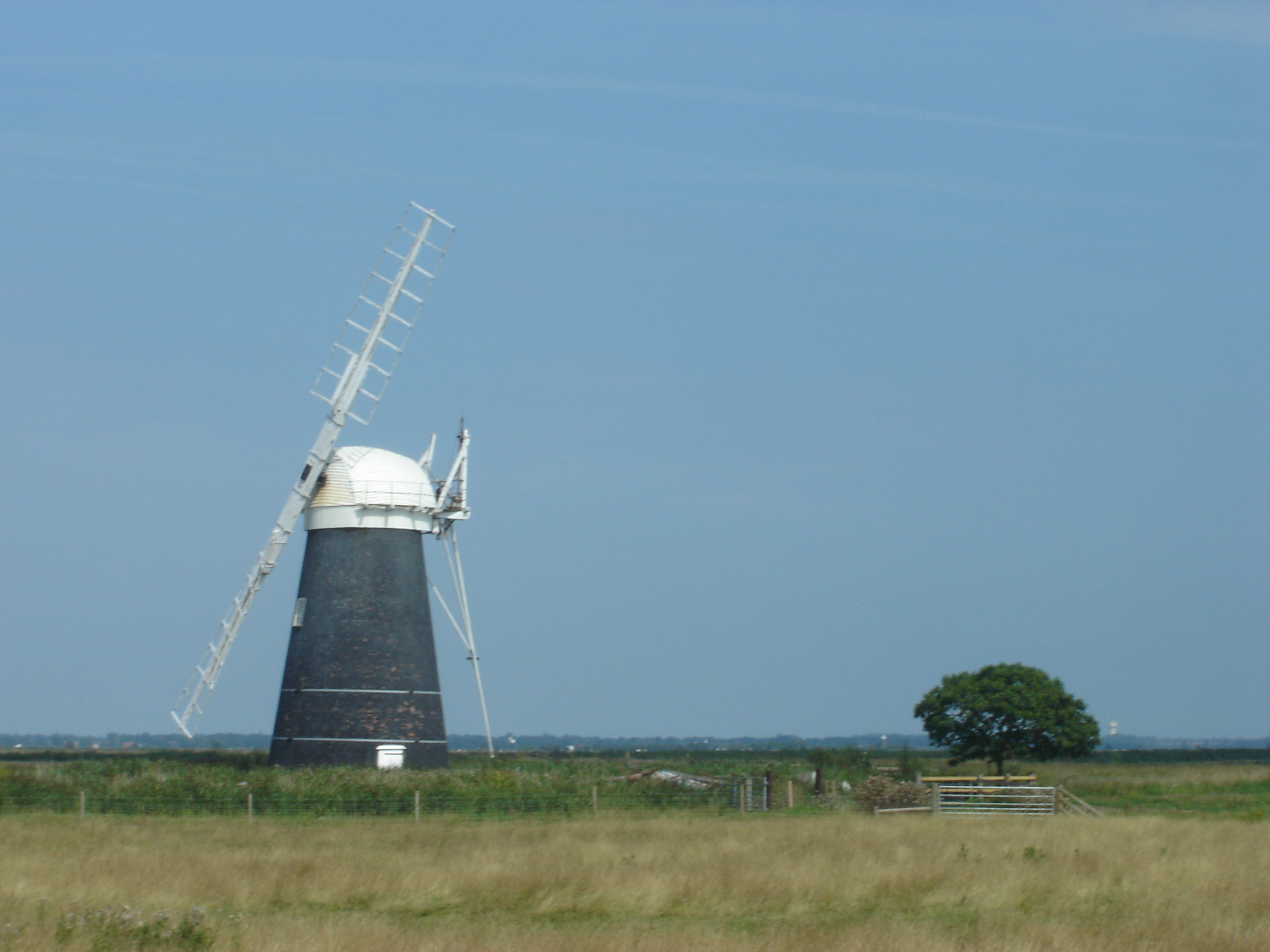
穆特顿斯工厂, 诺福克郡湿地历史性排污风力泵之一。

数年以来，布罗兹湿地被认为是地形景观的自然地物。仅在20世纪90年代，乔伊斯·兰伯特博士证实出它们为人工地物，在中世纪泥炭挖掘中被淹没。中古时期，当地修道院开始将挖掘泥炭作为泥炭生意，将燃料销售至诺威奇和大雅茅斯。大教堂一年开采320,000吨泥炭。当海平面上升，矿井开始泛滥。虽然风力泵和岩脉的修建，泛滥仍持续不断并导致了今天典型的布罗兹湿地景观——芦苇地、放牧沼泽和湿地林木。
为扩大通航河流做出了不同的尝试。韦弗尼河是最长持续通航河，1670年3月17日通过的议会法案，授权改善格尔德斯顿、埃林厄姆和韦恩福德的三个水闸。航道的起始处成为了邦吉一个新的装卸转运码头。新的部分是一个独立航道，并非由负责布诺兰德河流其他航道的雅茅斯港口与码头管理处管理。沿用至1934年。虽然上两个水闸已替换，格尔德斯顿水闸遭弃用，环境署与当地土地所有者协商，允许乘独木舟和无动力船在水闸附近运输。
另一个尝试为了扩大布尔河上从科提肖至艾尔舍姆的航道，1773年4月7日由议会法案授权。绕过工厂建立的5个水闸，分别位于科提肖、奥斯尼德·拉马斯、奥斯尼德、伯格和艾尔舍姆。在建设时遇到了资金困难，但工程最终得以竣工并于1779年10月开放。艾尔舍姆，从河流至终碛盆地间做出了1英里的截断，其间建有数个仓库。虽然1879年火车已可到达，直至1921年，在大洪水严重损坏水闸期间，到艾尔舍姆的货物仍由货船运输。无法弥补资金时，委员们关闭了科提肖上9英里长的航道，虽然直到1928年才正式弃用。所有的水闸都遭弃用，但是航道仍了乘坐独木舟和轻质太空船绕过水闸进行运输。
第三个尝试开通了安特河段从迪尔姆至安蒂姆的航道。1812年5月5日的议会法案，授权北沃尔沙姆和迪尔姆运河，但是直到1825年4月建设才动工。运河是一条真正的运河，其航线没有使用到河床，包括6个水闸在内的建设于1826年完工。运河长约8.75英里，水闸使水平面升至58英尺高。1886年，运河以600欧元卖给了工厂主爱德华·普雷斯，但其主要职员携巨款潜逃，无法追缴。1893年，从斯沃菲尔德水闸至安蒂姆段遭弃用，1912年，更低处的航段被洪水损害。20世纪20年代，还进行了多项改善尝试，1934年被最后的商业交通使用，并在其后逐渐遭弃。斯沃菲尔德进还拥有航道的公有权，并为重新开放举行运动。
1814年，诺威奇商人首次提议改善诺威奇和北海间的航线计划，因布雷顿河域浅水区给商船造成了困难，在大雅茅斯的转运中出现了商船的组织盗窃，1820年，18人因盗取货物被定罪。初始计划为挖掘一条沿着布雷顿水域南部边缘的深运河，但是计划遭到雅茅斯人的反对。一个更为昂贵的计划，包括建设一个连接亚尔河和韦弗尼河间新的断流口，以及奥尔顿湿地和洛特林湖之间的运河，那里需要一个海闸，也遭到雅茅斯人的反对，但却形成了议会法案的根据。1827年5月28日的议会法案，创立了诺威奇和罗维斯托弗特航运公司，建设工程、亚尔河和奥尔顿堤于1833年完工。创办资金100,000欧元不足，而后的50,000欧元是向短期国库券贷款委员会借来的。此次冒险并非商业上的成功，随着支出超过收入，公司无法偿还贷款。1842年，委员会占有哈迪斯科闸，并售给了铁路开发人员塞缪尔·莫顿·皮托爵士。

### 娱乐
自19世纪末期，布罗兹湿地成为了划船度假胜地。1878年，已经可以从约翰·罗尼斯租用小型游艇，从伦敦经铁路极易到达该区，1908年，哈利·布莱克创办了游艇度假公司。洛克瑟姆造船者欧内斯特·柯林斯拥有第一批船艇，但其他造船厂迅速增加这一业务。20世纪30年代， 船的种类不断扩大，还包括了动力巡洋舰，霍希森斯公司于第二次世界大战后成立。20世纪80年代，可租用的巡洋舰数量达到2,400艘，但2004年减到了1,700艘。出于保护的原因，所有船舶都强迫速度限制，以减少波浪侵磨河岸。这些限速是硬接到多数租用船舶中的。
19世纪末，布罗兹湿地国家公园还成为游艇竞赛的一个重要中心，船舶的设计包括多个创新特征，包括短鳍板和一个单独的舵。从20世纪60年代开始，这一设计最终运用于海上游艇。
水道是无闸的，虽然那里的三座桥仅能通过小型巡洋舰和小型船舶。该区吸引了各类游客，包括漫步者、艺术家、垂钓者、观鸟者和那些在船上消磨时光的人。大量公司租用船舶做休闲用，游艇和汽艇都有。这一地区传统的载货高速船诺福克平底货船，作为保存和修复的样本仍能再布罗兹湿地看到。
已故的当地自然学家泰德·埃利斯，曾将布罗兹湿地视为“治愈灵魂的呼吸之地”。
布罗兹湿地还能看到大量各类船舶，从爱德华时代的商用货船到现代化高水准的电动或太阳能船。布罗兹湿地管理局正在促进可持续划船，鼓励电动船的使用，并在众多泊船地提供充电点。

## 地理

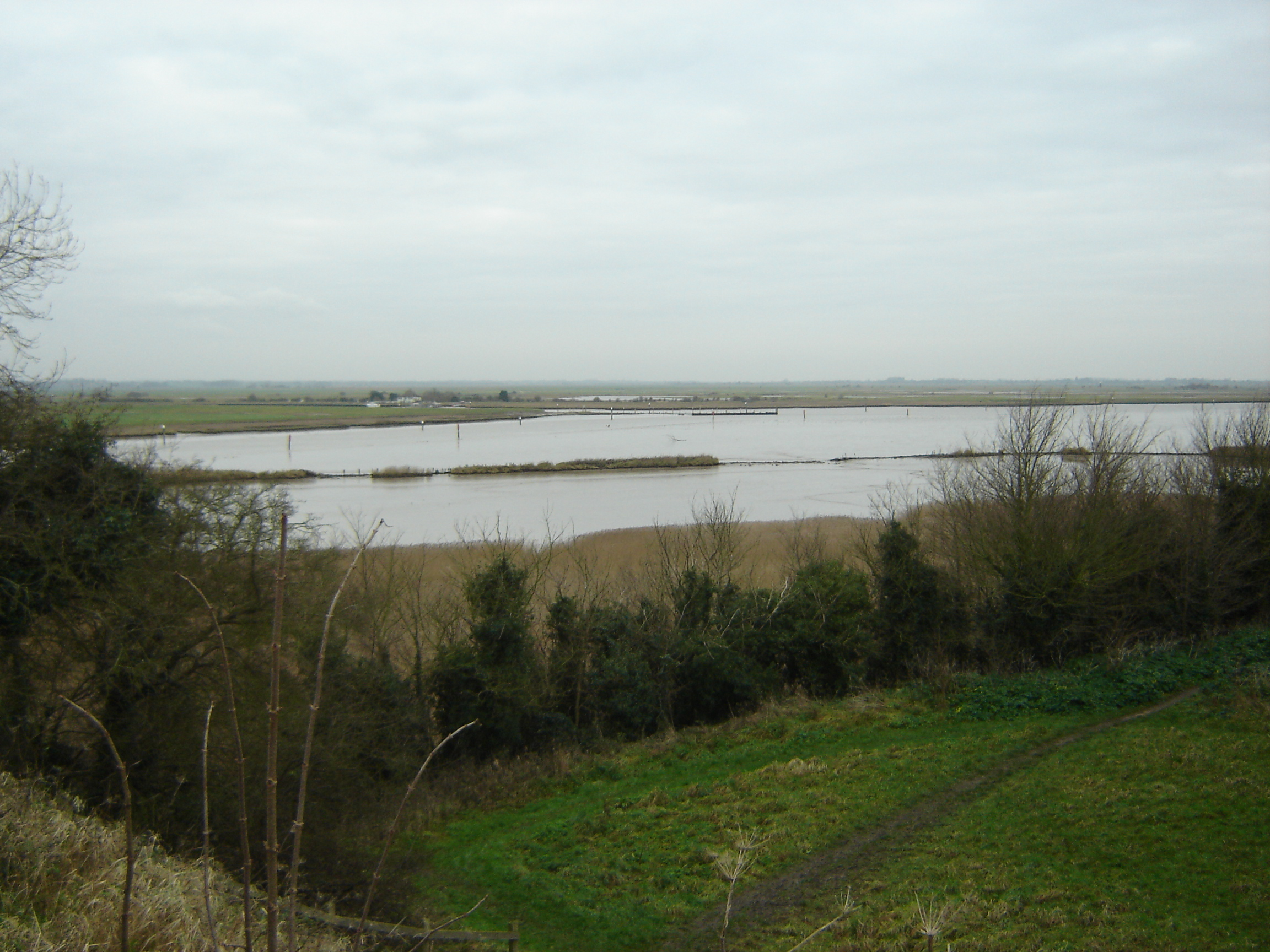
亚尔河和韦弗尼河合并入布雷顿河的海角。

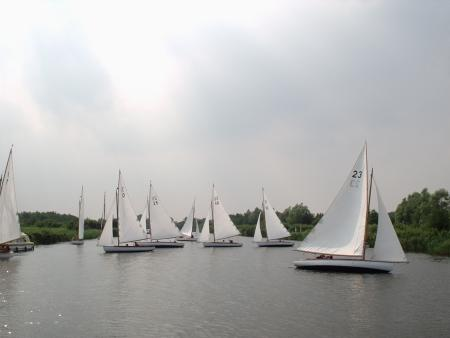
诺福克郡湿地内的游艇。

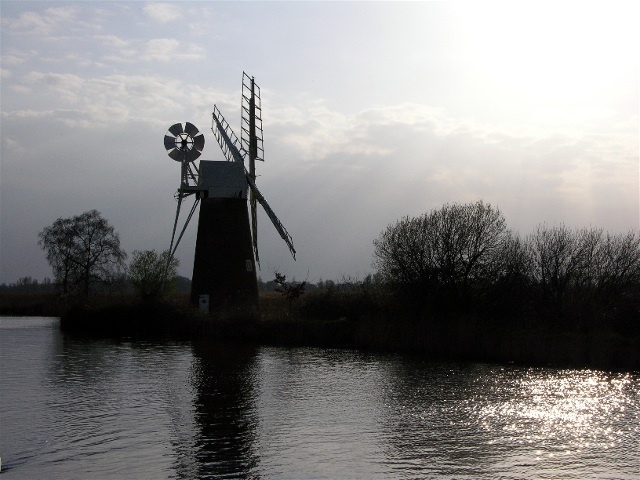
豪山

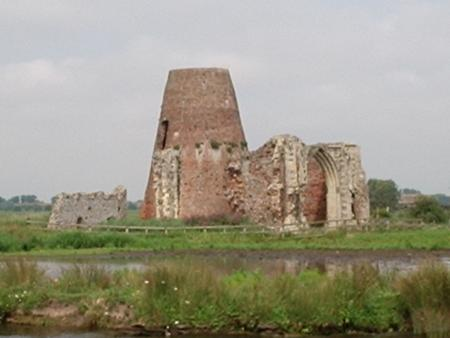
圣贝特尼修道院

布罗兹湿地大多沿着河流，并是该区的自然航道。这里有7条可通航河流，亚尔河及其支流布尔河、瑟尔尼河、安蒂河、韦弗尼河、切特河和温苏姆河。操作水闸不再出现在任何河流上（除连接到罗维斯托弗特、萨福克内的洛特林咸水湖奥尔顿湿地的穆特福德水闸），但所有的水道都受制于潮汐效应。潮汐范围减小了与大海的距离，高潮汐区域如布雷顿海域与非潮汐区域如巴顿湿地上游的安蒂河形成了有力对比。
湿地面积范围从小水塘到广阔浩淼的希克林湿地、巴顿湿地和布雷顿海域。湿地呈不规则分布，大量湿地位于布诺兰德北部（布尔河、瑟尔尼河和安蒂河）， 较中部和南部（亚尔河、韦弗尼河、切特河和温苏姆河）多。独立的湿地直接位于河流处，或多位于通过人工运河或堤坝连接到河流的一端。
除了河流的天然河道和远古人工浅水区，还有一条新近的通航水道，无闸哈迪斯科断口河，连接亚尔河和韦弗尼河，同时允许船舶通过不累孙海域。
还有第二条航道连接到大海，通过韦弗尼河，俩捏到奥尔顿湿地。奥尔顿湿地是布罗兹湿地潮汐系统的一部分，但直接毗邻洛特林湖，充当罗维斯托弗特的一个港口，连接到北海。奥尔顿湿地和洛特林湖由穆特福德水闸连接，湿地的唯一一个水闸是必需的，因为两湖潮汐的范围和周期与众不同。
在下面的列表中，黑体的湿地名称用来帮助区分城镇和村庄。

### 布尔河
布尔河是亚尔河的一条支流，发源于诺福克艾尔舍姆，并连接了布雷顿海下游的亚尔河。它流经或途径：
- 科提肖

- 比拉

- 比拉湿地

- 布里奇湿地

- 罗克瑟姆

- 霍夫顿

- 罗克瑟姆湿地

- 霍夫顿大湿地

- 萨尔豪斯湿地

- 布尔沼泽自然保护区

- 萨尔豪斯

- 伍德巴斯特维克

- 迪克伊湿地

- 霍夫顿小湿地（优势成为“黑马湿地”）

- 布尔特沼泽湿地

- 霍宁

- 科克斯胡特湿地

- 兰沃尔斯湿地

- 马尔特豪斯湿地

- 兰沃尔斯

- 南沃尔沙姆

- 圣贝尼特修道院

- 阿普顿

- 阿普顿湿地

- 阿普顿湿地和沼泽特殊科学价值地

- 阿普顿沼泽

- 奥克莱

- 奥比

- 莫特比·迪克伊

- 大雅茅斯

### 瑟尔尼河
瑟尔尼河是布尔河的支流之一。发源于马尔瑟姆湿地附近，流经约6英里到达瑟尔尼河口，并于布尔河相连。它广袤而荒凉，并流经以下地方：
- 瑟尔尼湿地和沼泽特殊科学价值地的上游

- 希克林湿地

- 希克林

- 霍尔瑟伊

- 马尔瑟姆湿地自然保护区

- 马尔瑟姆

- 西萨莫顿

- 瑟尔尼河

- 波特·黑福姆

- 路德汉姆

- 路德汉姆-波特·黑福姆自然保护区

- 沃麦克海

### 安蒂河

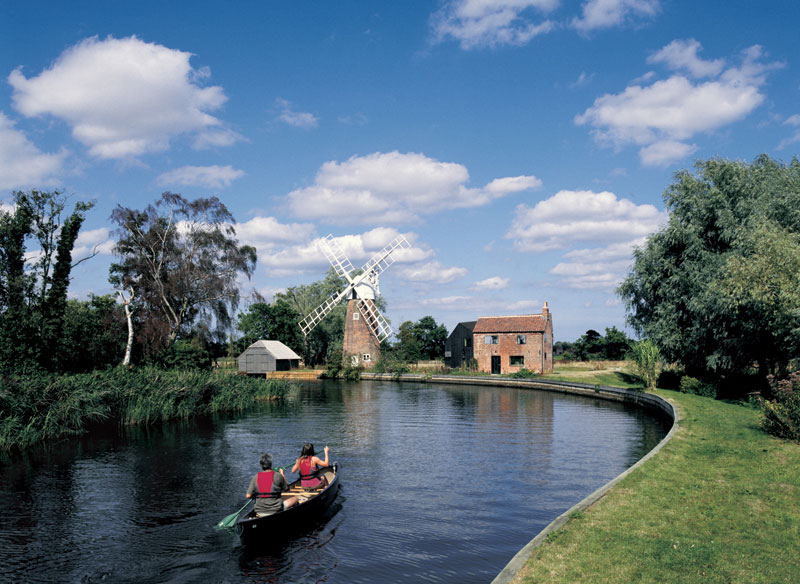
斯塔尔汉姆胡赛特风力工厂附近的安蒂河。

安蒂河是布尔河的支流之一。起源于安廷汉姆，并在圣贝特尼修道院处与布尔河相连。它蜿蜒曲折且狭窄，河流途径：
- 霍宁

- 北沃尔斯汉姆和迪尔汉姆运河

- 迪尔汉姆

- 迪尔汉姆湿地

- 魏福德桥

- 巴顿湿地

- 斯塔尔汉姆

- 萨特顿

- 萨特顿湿地

- 安蒂湿地和沼泽自然保护区

- 土耳其湿地

- 艾尔德芬湿地

- 卡特菲尔德湿地

- 克罗默湿地

- 尼提谢尔德

- 巴顿草地

- 伊耳斯蒂德

- 豪山

- 路德汉姆桥

- 布罗德沼泽

- 卡尔特霍尔普湿地自然保护区

- 诺福克郡英厄姆

### 亚尔河

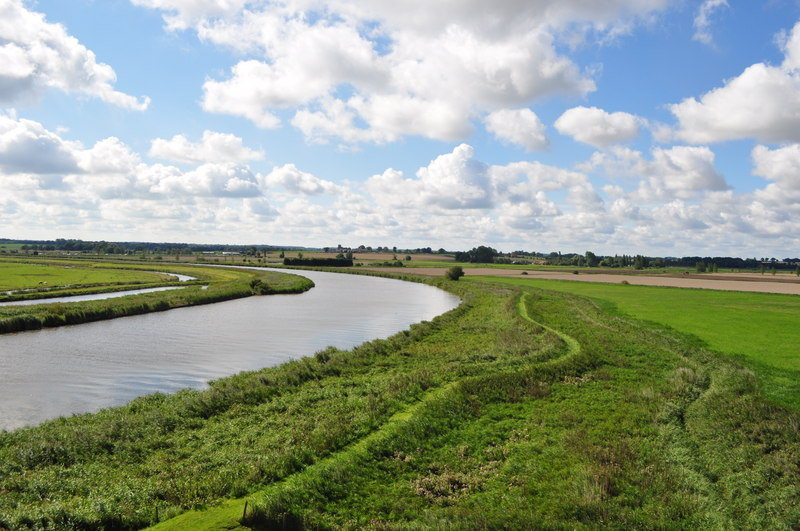
从兰利附近的哈德莱风力泵望去的亚尔河景观。

亚尔河起源于迪勒姆南部，流经诺威奇市的南部边缘，穿过布雷顿海，并流向大雅茅斯和格尔斯顿之间的海。其航程途径：
- 布雷顿海（英国皇家鸟类保护协会）

- 哈尔维尔盖特沼泽（同上）

- 哈尔维尔盖特

- 伯尼沼泽(英国皇家鸟类保护协会)

- 瑞德哈姆

- 坎特雷

- 卡尔顿湿地

- 克兰湿地

- 东安格利亚（UEA）湿地

- 威特芬湿地

- 斯特兰普夏沼泽

- 斯特兰普夏沼泽皇家鸟类保护协会

- 米德-亚尔自然保护区

- 苏尔林汉姆

- 苏尔林汉姆湿地

- 苏尔林汉姆教区沼泽皇家鸟类保护协会

- 布伦达尔湿地

- 哈德迪斯科

- 哈德迪斯科拦坝

- 布伦达尔

- 兰利

- 博斯特维克

- 索普·圣安德鲁

### 切特河

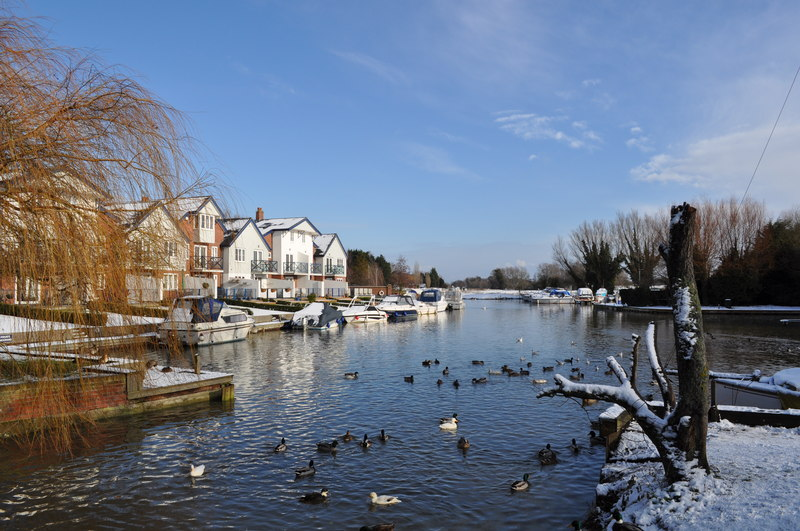
洛登空闲的沼泽地。

切特河是亚尔河的支流之一，流经：
- 洛登

- 切德格瑞夫

- 哈尔得利·弗勒德

### 韦弗尼河

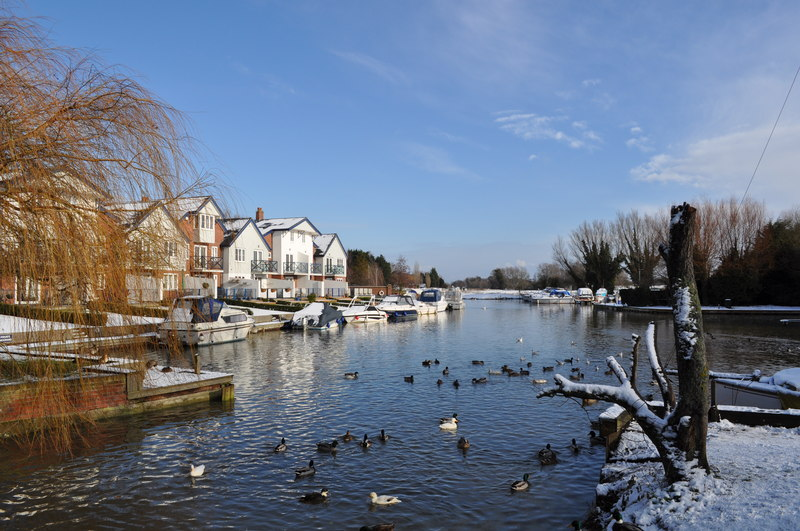
洛登空闲的沼泽。

韦弗尼河系亚尔河的一条支流，与布雷顿海相连。流经：
- 伯格城堡

- 贝克尔思县

- 诺福克郡迪斯

- 圣奥拉夫

- 赫林格福利特

- 索梅尔莱顿

- 弗里顿

- 弗里顿·迪克伊

- 吉林厄姆

- 戈尔德斯顿

- 伯格·圣·彼特

- 邦吉

- 狄特奇汉姆

- 巴恩比湿地和沼泽

- 奥尔顿湿地

- 罗维斯托弗特

### 温苏姆河
温苏姆河发源于诺福克郡西北的费克纳姆附近，至南向东而流，穿过诺威奇市中心后，与城市东部的亚尔河相连。虽然温苏姆河是两条河流中较大的一条，被认为是亚尔河的支流。河流的通航段全在市区内，从诺威奇市中心起始，穿过诺威奇大教堂，流入亚尔河汇流中。

### 崔尼蒂湿地
崔尼蒂湿地在一般规则上是个例外，同时它们与其他湿地没有可通航的联系，这些湿地是：
- 罗勒斯比湿地

- 奥姆斯比湿地

- 菲尔比湿地

- 百合花湿地

- 奥姆斯比小湿地

## 富营养化
富营养化是布罗兹湿地面临的巨大问题。20世纪50年代至60年代农业实践和污水处理的改变，将高水平的磷和氮化物排入湿地，引起富营养化。赤潮有毒，对人类和野生生物的健康造成危害。大量腐烂植物将耗掉氧气，损害鱼类资源，防止垂钓。在富营养化水域中较大植物和芦苇的丧失增大了浅滩的侵蚀，并在湖水泛滥时构成沉积。这阻碍了航道，要求高代价的清淤去除。该区的美景被富营养化损害，不利于旅游业的发展。罗步子湿地管理局和环境署已开始行动，将罗步子湿地恢复到自1965年问题指认前的一种更自然的状态。
改变湿地富营养化的第一步就是减少磷酸排入。降低硝酸的排入量也起到类似作用，但由于硝酸盐的可溶解性小队较高，也就更难控制。已处理污水的排入被认为是布罗兹湿地内磷酸的主要来源。在巴顿湿地上游的全部9座污水处理工厂中，都采用铁化合物将已处理污水中的磷酸沉淀出来，从源头降低污水排放中90%的磷。高含量的磷酸盐仍会在水道底出现沉淀物，防止溶解水平下降，甚至从源头消除。湿地还采用吸扬式挖泥船，深挖水道并清除磷酸盐富污泥。污泥下的泥炭没有稳定压实，泥炭松动并会以相似速度释放磷。大植株水生植物的增长，稳固了土壤，因此，需要完成转换。
即便降低营养水平，藻类仍将处于主导地位，造成阻光，并妨碍植物从水道底层生长出来。通过控制食物链，一个被称为“生物操纵”的方法可以消除藻类。允许浮游生物繁盛，以浮游生物为生的鱼类大部分已被清除出了湿地，通常为电力捕鱼。约75%的此类鱼获得成功处理清除。浮游生物的激增，导致食物几乎全是藻类，创造了清洁的水域。植物自然地占领了更为清洁的水道。植物生长稳固了水道底层，降低了磷的释放。它们自身的营养摄取降低了藻类可用的营养。大型植物也为食肉性鱼类创造出有利环境，如梭子鱼，以食用浮游生物的鱼类为食，但它们的数量也受到控制。这些措施将为水生植物较少之地创造出一个稳定的生态系统。

## 生态学
布罗兹湿地是不列颠最大的湿地保护地，也是丰富野生动物的家园，特别是鸟类。水禽包含了野鸭、黑鸭、雌红松鸡、凤头、灰雁、加拿大雁、埃及雁。大型鸟类有苍鹭、白腹鹞、鸬鹚、茶隼、雀鹰和麻鸭。
布罗兹湿地还育有珍稀款尾树莺，还能发现仅在英国繁殖的鹤。
罕有昆虫中的诺福克鹰，一种蜻蜓和金凤蝶。
部分湿地被沼泽环绕，譬如，芦苇和莎草床。布罗兹湿地的诺福克芦苇是用于茅屋的一种传统材料。